# 紀元前300年代
紀元前300年代（きげんぜんさんびゃくねんだい）は、西暦による紀元前309年から紀元前300年までの10年間を指す十年紀。

## できごと

### 紀元前307年
- 紀元前307年頃 - エピクロス、アテナイに学園を創設。エピクロス主義が生まれることになる。

### 紀元前305年
- セレウコス朝成立。

### 紀元前304年
- 紀元前304年または紀元前305年 - プトレマイオス朝成立。

### 紀元前301年
- イプソスの戦い。アレクサンドル大王領の分裂が決定的になった。